# Réaction de Tschugaeff
La réaction de Tschugaeff, ou élimination de Tschugaeff, est une réaction chimique faisant intervenir la déshydratation d'un alcool pour produire un alcène en passant par un intermédiaire xanthate. Elle tient son nom de son découvreur, le chimiste russe Lev Tschugaeff (1873-1922), qui la décrivit pour la première fois en 1899.

## Mécanisme
Dans la première étape de la réaction, un sel de xanthate est formé à partir d'un alcoolate et du disulfure de carbone (CS2) : l'alcoolate est transformé en méthylxanthate par addition d'iodométhane.
À une température d'environ 200 °C, l'alcène est ensuite formé par élimination interne : au sein d'un état de transition hexacyclique, l'atome d'oxygène du xanthate arrache l'hydrogène du carbone β dans un processus d'élimination syn. Le produit secondaire ainsi obtenu se décompose en oxysulfure de carbone (OCS) et en méthanethiol.
Le mécanisme de l'élimination de Tschugaeff est similaire à celui d'autres réactions activées thermiquement, comme la réaction de Cope ou la pyrolyse d'ester. Le xanthate subit généralement l'élimination à une température comprise entre 120 et 200 °C, tandis que les esters le font plutôt entre 400 et 500 °C et les N-oxydes entre 80 et 160 °C.